# Adesso viene il bello
Adesso viene il bello è un brano musicale scritto da Vittorio Emanuele Bravetta e musicato da Giuseppe Blanc nel 1940. Esso è stato composto in seguito alle iniziali vittorie italiane contro l'Inghilterra nelle colonie africane, come la Conquista di Cassala, l'Invasione italiana dell'Egitto e la Conquista italiana della Somalia britannica.
La canzone, oltre ad esaltare la guerra contro gli inglesi, auspica un esito positivo alla Battaglia d'Inghilterra per l'Italia e la sua alleata Germania e una futura invasione delle truppe italo-tedesche in suolo inglese, citando nel pre-ritornello tali frasi: percossa e sconvolta dal basso e dall'alto, tu non resisti non resisti al nostro assalto. Malvagia Inghilterra tu perdi la guerra la nostra vittoria sul tuo capo fiera sta.